# Hevesi János
Hevesi János, Jakkel (Aldebrő, 1861. június 21. – Újpest, 1908. szeptember 13.) polgári iskolai tanító és okleveles tornatanár, Sikor Margit férje, Hevesy Iván művészettörténész apja.

## Élete
Jakkal Antal és Majorosi Anna jómódú földműves szülők gyermeke. A gimnázium alsó osztályait Egerben a cisztercitáknál, az elemi tanítóképző tanfolyamait pedig Kalocsán végezte és 1879. júniusban tanítói oklevelet nyert. 1879-től 1884-ig Pest-Pilis-Solt-Kiskun vármegyei Kecelen volt tanító; 1884-től 1887-ig Budapesten a polgáriskolai tanítóképzőt végezte s júniusban a nyelv- és történettudományi szakcsoportból tanítói, a tornászatból pedig tanári oklevelet nyert. 
1887. augusztusban a közoktatási miniszter a kapuvári (Sopron vármegye) állami polgári fiú- és leányiskolához nevezte ki. A tornát is oly sikerrel tanította, hogy az iskola 32 növendéke az 1895. május 30-án Győrött tartott kerületi ifjúsági tornaversenyen, a versenyző 17 iskola között, a harmadik versenydíjat: ezüst érmet és díszoklevelet vívott ki az intézet számára. A dunántúli közművelődési egyesület irodalmi szakosztálya, mely Rákosi Jenő elnöklete alatt 1894-ben megalakult, tagjává választotta. 

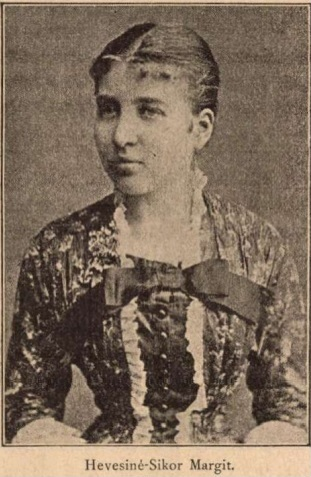
Hevesi Jánosné Sikor Margit

1884-ben Jakkel családi nevét Hevesire változtatta. 1887. október 29-én Győrött a belvárosi római katolikus plébánián feleségül vette Sikor Margit írónőt. Násznagyok voltak a menyasszony részéről Szilágyi Gáspár püspöki jószágigazgató, a vőlegény részéről Szabó Károly Sopron vármegyei királyi tanfelügyelő.
1889. december 25-én Kapuváron, ahol addig hírlap nem volt, Rábaköz címmel társadalmi hetilapot alapított, mely lapnak öt és fél évig szerkesztője és kiadó-tulajdonosa volt. 1895 közepén egészségi okok miatt más iskolához szándékozván magát áthelyeztetni, a lap tulajdonjogát eladta és az a Kapuvárt 1893. január 1-jén megindított Csorna-Kapuvár és Vidéke című hetilappal Rábaközi Hirlap címen egyesült. A Rábaköz legnagyobb részét ő maga írta, cikkei különösen a Répce-szabályozás, gyermekmenedékház, artézi kút, mezőgazdaság, cukorrépatermelés, állattenyésztés, a kiscell-kapuvár-parndorfi vasútterv stb. kérdéseit tárgyalták; a lap tárcájában írt kisebb társadalmi ügyekről, 1891-ben a temesvári kiállításról és útirajzokat Zimony, Belgrád, vaskapu és Herkulesfürdőről sat. Halálát tüdővérzés okozta.
Cikkei a Kalocsai Néplapban (1885. Szegény diák utazása Budapesttől Keszthelyig), a Néptanítók Lapjában (1890. A szépirás tanítása a helyesirástanítás szolgálatában), a Dunántuli Közm. Egyesület Évkönyvében (1892. A Dunántuli kivándorlásról).